# Aeroméxico Express
Aeroméxico Express fue una aerolínea regional creada por Aeroméxico y Aeromar. Estas dos aerolíneas mexicanas inician con este servicio en 2014 desde el Golfo de México y extendieron el servicio en 2015 hacia rutas en el Occidente de México. Fue finalizado en 2016.
La denominada "ruta del golfo" incluía las ciudades de:
- Monterrey (Nuevo León)
- Tampico (Tamaulipas)
- Veracruz (Veracruz)
- Villahermosa (Tabasco)
- Mérida (Yucatán)

Mientras que la ruta del Pacífico comprendía:
- Guadalajara (Jalisco)
- Puerto Vallarta (Jalisco)
- Culiacán (Sinaloa)

## Flota
La flota de Aeroméxico Express comprendía aviones de Aeromar:

## Destinos
| Ciudad por país                                               | Tampico | Villahermosa | Guadalajara | Puerto Vallarta |
| ------------------------------------------------------------- | ------- | ------------ | ----------- | --------------- |
| México (8 destinos)                                           | 2       | 2            | 2           | 1               |
| Monterrey / Aeropuerto Internacional de Monterrey             | •       |              |             |                 |
| Tampico / Aeropuerto Internacional de Tampico                 |         |              |             |                 |
| Veracruz / Aeropuerto Internacional General Heriberto Jara    | •       | •            |             |                 |
| Villahermosa / Aeropuerto Internacional Carlos Rovirosa Pérez |         |              |             |                 |
| Mérida / Aeropuerto Internacional de Mérida                   |         | •            |             |                 |
| Puerto Vallarta / Aeropuerto Internacional de Puerto Vallarta |         |              | •           |                 |
| Guadalajara / Aeropuerto Internacional de Guadalajara         |         |              |             | •               |
| Culiacán / Aeropuerto Internacional Federal de Culiacán       |         |              | •           |                 |

Las rutas son: con escalas en MTY-TAM-VER-VSA-MID y PVR-GDL-CUL con sus regresos.